# Bugtraq
Bugtraq — модерируемый список рассылки об уязвимостях в программном обеспечении. Название происходит от выражения «bug track» — отслеживание багов.
Bugtraq был создан 5 ноября 1993 года Скоттом Чейсином в ответ на предполагаемые недостатки существующей инфраструктуры безопасности в Интернете того времени, в частности CERT.
Политика Bugtraq заключалась в публикации уязвимостей вне зависимости от ответа поставщика на сообщение, что соответствовало идеям движения полного раскрытия. Элиас Леви, отметил в интервью, что «в то время не было принято выпускать патчи для своего оборудования. Поэтому основное внимание было уделено ошибкам, которые не исправляли».
Список рассылки первоначально был немодерируемым, но со временем полезные сообщения стали теряться в потоке бесполезных, и 5 июня 1995 года Bugtraq начали модерировать. Элиас Леви был модератором с 14 июня 1996 года по 15 октября 2001 года.
Сперва Bugtraq размещался на Crimelab.com. Он был переведён в проект NetSpace Университета Брауна, который был реорганизован как Фонд NetSpace в тот же день, когда появилась модерация.
В июле 1999 года он стал собственностью новостного портала SecurityFocus и был перемещён на его сервера. Symantec купила SecurityFocus в полном объёме 6 августа 2002 года.